# Stazione di San Michele in Bosco
Stazione di San Michele in Bosco vasútállomás Olaszországban, Lombardia régióban, Marcaria településen.

## Vasútvonalak
Az állomást az alábbi vasútvonalak érintik:
- Pavia–Mantua-vasútvonal

## Kapcsolódó állomások
A vasútállomáshoz az alábbi állomások vannak a legközelebb:
- Stazione di Ospitaletto Mantovano
- Stazione di Marcaria